# نصیرآباد (تنکابن)
نصیرآباد، روستایی است از توابع بخش مرکزی شهرستان تنکابن در استان مازندران ایران.

## جمعیت
این روستا در دهستان گلیجان قرار دارد و براساس سرشماری مرکز آمار ایران در سال ۱۳۸۵، جمعیت آن ۹۵۲ نفر (۲۶۶خانوار) بوده‌است.